# Борщов Тимофій Михайлович
Борщов Тимофій Михайлович (жовтень 1901 або 1901 , Ґусар, Бакинська губернія  — 16 травня 1956 , Баку ) — співробітник ЧК-ОГПУ-НКВС СРСР, генерал-лейтенант (9 липня 1945). Начальник УНКВС-УНКДБ-УМДБ по Свердловській області.

## Ранні роки
Народився в урочищі Кусари Кубинського повіту в сім'ї чорнороба-м'ясника. Закінчив 3 класи міського училища в Тифлісі, в 1913–1920 працював складачем в друкарні штемпелів і печаток Погребецького в Тифлісі. Член РКП(б) з листопада 1918. З 1920 року працював у ЧК у Владикавказі (завідувач Технічною лабораторією Терської області НК), Баку та інших районах Азербайджану. 17 травня 1920 арештований і висланий з Азербайджану.

## В органах державної безпеки
З 1920 в органах ВЧК-ОГПУ-НКВС-НКДБ-МДБ-МВС.
- 1924-1925 — секретар колегії Азербайджанської НК ,
- 1930-1931 — старший уповноважений і начальник Східного відділу ГПУ,
- 1931 −1933 — заступник начальника СПО ГПУ Азербайджанської РСР,
- начальник міських відділів в Гянджі, помічник начальника Управління НКВС Азербайджанської РСР в 1935–1937,
- начальник 3-го (КРО) відділу УДБ НКВС Азербайджанської РСР в 1937, заступник народного комісара внутрішніх справ Азербайджанської РСР з листопада 1937.

У липні 1938 призначений народним комісаром внутрішніх справ Туркменської РСР. Звинувачувався партійною владою Туркменської РСР (доповідна записка Чубіна Сталіну від 5 серпня 1939) в аморальній поведінці.
З лютого 1941 — заступник начальника 2-го Управління НКДБ СРСР. З липня 1941 по квітень 1948 — начальник УНКВС-УНКДБ-УМДБ по Свердловській області. У квітні 1948 знятий з посади (за клопотанням Свердловського обласного комітету ВКП(б) за зловживання під час проведення грошової реформи). У розпорядженні управління кадрів МДБ СРСР з квітня по серпень 1948, у серпні ж і звільнений у запас. Не працював, перебуваючи в Кисловодську і Баку з серпня по листопад 1948. Працював заступником голови Бакинського міського виконавчого комітету з листопада 1948 по лютий 1952, помічником секретаря ЦК КП(б) Азербайджанської РСР з лютого по травень 1952 і заступником завідувача відділом адміністративних органів ЦК КП(б) Азербайджанської РСР з травня 1952 по квітень 1953. У квітні-липні 1953 — начальник Управління охорони МВС Азербайджанської залізниці, знятий з поста і звільнений з органів МВС після арешту Берії.
Заарештований 25 січня 1955. 26 квітня 1956 виїзною сесією ВКВС СРСР за статтями 62-2 і 73 кримінального кодексу Азербайджанської Радянської Соціалістичної Республіки засуджений до розстрілу. Розстріляний 16 травня 1956 в Баку.